# Pietro Carrieri
Pietro Carrieri es un deportista italiano que compitió en taekwondo. Ganó una medalla de plata en el Campeonato Mundial de Taekwondo de 1985 y una medalla de bronce en el Campeonato Europeo de Taekwondo de 1986.

## Palmarés internacional
| Campeonato Mundial | Campeonato Mundial   | Campeonato Mundial | Campeonato Mundial |
| Año                | Lugar                | Medalla            | Categoría          |
| ------------------ | -------------------- | ------------------ | ------------------ |
| 1985               | Seúl (Corea del Sur) | Medalla de plata   | –70 kg             |
| Campeonato Europeo |                      |                    |                    |
| Año                | Lugar                | Medalla            | Categoría          |
| 1986               | Seefeld (Austria)    | Medalla de bronce  | –70 kg             |